# 片平信明
片平 信明（かたひら のぶあき/しんめい、1830年4月7日（天保元年3月15日）- 1898年（明治31年）10月6日）は、幕末から明治時代に活動した日本の殖産家、農業指導者である。通称は九郎左衛門。 幼名は嶺三郎。

## 経歴・人物
片平信真の次男として駿河の庵原郡杉山村（現在の静岡市清水区）に生まれる。当時同村は貧困に悩まされており、若くして同地で生産される灯油原料のアブラギリの代替材料として、チャノキの栽培に取り組んだ。しかし計画は失敗に終わったため、福住正兄が執筆した『富国捷径』を熟読した事により報徳思想を持つ。
その後は二宮尊徳の門人であった柴田順作と親交を持ち、柴田の指導のもとで1876年（明治9年）に杉山報徳社の設立に携わった。その杉山報徳社は1878年（明治11年）に周辺の報徳社を合併させた事に貢献し、1892年（明治25年）にはその社長を務める。またその報徳金を用いて再度チャノキやクワ、田村又吉と共にミカン等多くの農作物の栽培に携わり、「杉山報徳学舎」と呼ばれる夜学校の設置及びその学校に通学する青年の指導にも携わった。